# Sokolniki (Basses-Carpates)
Pour les articles homonymes, voir Sokolniki.
Sokolniki est une localité polonaise de la gmina de Gorzyce, située dans le powiat de Tarnobrzeg en voïvodie des Basses-Carpates.
En 2021 elle compte 2090 habitants.